# Peter Hedges
Peter Hedges (ur. 6 lipca 1962 w West Des Moines) – amerykański pisarz, scenarzysta i reżyser.

## Powieści
- Co gryzie Gilberta Grape’a (What's Eating Gilbert Grape?), 1991
- Ocean w Iowa (An Ocean in Iowa), 1998
- Wyższe sfery (The Heights), 2010

## Scenariusze filmowe
- Everything Changes, 2008
- Dan in Real Life, 2004
- Wizyta u April (Pieces of April, 2003)
- Był sobie chłopiec (About a Boy, 2002)
- Mapa świata (A Map of the World, 1999)
- Co gryzie Gilberta Grape’a (What's Eating Gilbert Grape, 1993)

## Reżyseria
- Powrót Bena, 2018
- Niezwykłe życie Timothy’ego Greena, 2012
- Ja cię kocham, a ty z nim, 2007
- Wizyta u April (Pieces of April, 2003)